# Gysen
Gysen är en sjö i Krokoms kommun i Jämtland och ingår i Indalsälvens huvudavrinningsområde. Sjön har en area på 11,9 kvadratkilometer och ligger 396 meter över havet. Sjön avvattnas av vattendraget Gysån. Sjönamnet är troligen bildat till ånamnet Gysan, som i sin tur bör vara bildat till det fornvästnordiska gjósa med betydelsen "Våldsamt bryta fram".

## Delavrinningsområde
Gysen ingår i det delavrinningsområde (706091-143000) som SMHI kallar för Utloppet av Gysen. Medelhöjden är 455 meter över havet och ytan är 86 kvadratkilometer. Det finns inga avrinningsområden uppströms utan avrinningsområdet är högsta punkten. Gysån som avvattnar avrinningsområdet har biflödesordning 3, vilket innebär att vattnet flödar genom totalt 3 vattendrag innan det når havet efter 249 kilometer. Avrinningsområdet består mestadels av skog (64 procent) och sankmarker (13 procent). Avrinningsområdet har 11,88 kvadratkilometer vattenytor vilket ger det en sjöprocent på 13,8 procent.